# Barbara Dreiwitz
Barbara Dreiwitz (* um 1940) ist eine amerikanische Tuba-Spielerin in New York, die frühen Jazz und Dixieland spielt.
Dreiwitz wuchs in der Bronx auf und lernte ab ihrem sechsten Lebensjahr Klavier zu spielen. Nach einer kurzen Zeit auf der Klarinette entschied sie sich schließlich für das Horn und später für die Tuba. Von 1971 bis Mai 1996 trat sie mit der Band von Woody Allen im Michael’s Pub auf, mit der sie auch auf Tournee ging. Sie war auch an der Musik seines Films Der Schläfer beteiligt. Von 1973 bis 1976 spielte Dreiwitz in der Harlem Blues and Jazz Band, mit der sie 1976 auch in Europa tourte. Auch gehörte sie zu Stanley’s Washboard Kings. Sie ist Mitglied der Bands Doctor Dubious und der Wildcat Jazz Band. Wie ihr Mann, der Posaunist Dick Dreiwitz, gehörte auch sie zur Red Onion Jazz Band. Sie ist auch auf Alben von Dick Voigt’s Big Apple Jazz Band, The Smith Street Society und The Speakeasy Jazz Babies zu hören.
Barbara Dreiwitz ist die Mutter des Bassisten Dave Dreiwitz.

## Diskographische Hinweise
- Clyde Bernhardt/Jay Cole and The Harlem Blues & Jazz Band: More Blues and Jazz from Harlem (400 W 150, 1973)
- Clyde Bernhardt and the Harlem Blues & Jazz Band: Sittin’ On Top of the World (WAM 1975)
- The Harlem Blues & Jazz Band: Harlem Blues & Jazz 1973–1980 (Barron, 1980)
- Tiny Lights: Hazel’s Wreath (Gaia, 1988)
- Peter Ecklund and the Melody Makers (Stomp Off, 1988)
- Groundhog’s Day (2000, mit Herb Gardner, Joe Licari, Dick Voig, Bruce McNichols)